# Bouddhisme et mendicité
La mendicité, dans le bouddhisme, (sanskrit et pāli: piṇḍapāta, «aumône de nourriture » ou selon une autre étymologie « bol à aumônes » ou encore, par extension, « tournée d'aumône ») est un aspect essentiel de la pratique du monachisme bouddhique. Le bouddhisme est l'une des traditions religieuses qui possède une pratique bien établie de la mendicité. La nécessité de mendier est liée à la recherche de détachement, qui est au cœur de cette pratique. Ce détachement se marque par l’interdiction, pour les moines et les nonnes, de posséder quoi que ce soit ou presque. La mendicité est aussi une importante occasion de contacts entre la communauté monastique (sangha) et les laïcs, dont la générosité permet d’acquérir des mérites (punya) pour leurs vies futures.
La mendicité est imposée et largement codifiée par les règles monastiques (Vinaya) qui expliquent pourquoi et comment elle doit se faire. Mais sa pratique a évolué, tant dans le temps que dans l’espace. Progressivement, les moines et nonnes se sont rassemblés autour de monastères qui ont commencé à acquérir des terres et des propriétés, si bien que la mendicité n’était plus nécessaire. Cela a été particulièrement marqué dans la tradition mahāyāna en Asie de l’Est. En Asie du Sud-Est, dans la tradition du theravāda, la pratique de la mendicité se maintient, même si elle a tout de même reculé.

## Mendicité dans le bouddhisme

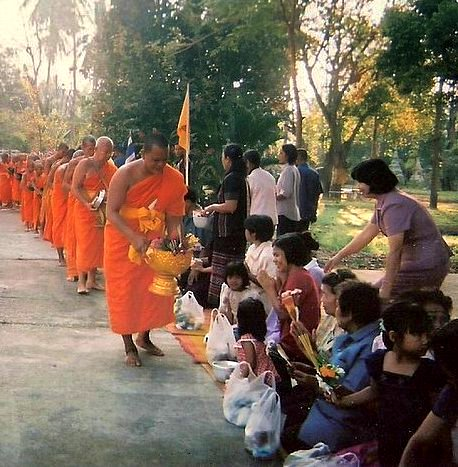
Moines défilant devant des laïcs rassemblés pour leur faire l'aumône. Province d'Uttaradit, Thaïlande. La mendicité est une occasion importante de contact entre moines et laïcs.

La pauvreté est un trait essentiel de la vie monastique dans le bouddhisme. Le moine et la nonne bouddhistes sont respectivement un bhiksu et une bhiksuni, termes sanskrits signifiant littéralement « [une personne] qui vit d’aumônes », ou encore les « religieux errants » ou « religieux mendiant »,,. L’idéal originel du bhiksu consiste à vivre dans la simplicité, presque sans possessions, sans travail rémunéré et en étant donc nourri par les dons des laïcs. Si le bhiksu est d’abord un renonçant, c’est parce qu’il cherche la délivrance et délaisse donc tout ce qui peut l’encombrer,. 
Mais il faut aussi voir que moines et nonnes ne sont pas des solitaires. Ils vivent au sein du sangha, qui doit donc organiser sa survie économique. En Inde, où le bouddhisme est né, on a toujours accepté la mendicité comme moyen de vivre. Mendier n’était aucunement synonyme d’inutilité sociale. Moines et nonnes ne se voyaient pas comme des désœuvrés : au contraire, ils menaient une vie active, en méditant et en limitant leurs désirs. Loin de considérer ces mendiants contemplatifs comme des parasites, le bouddhisme voit en eux la justification de la société.

### Pratique de la mendicité
Le Vinaya exige des moines et nonnes qu’ils réduisent leur attachement à la richesse et aux biens matériels, car ils sont le principal obstacle à l’éveil. En outre, mendier favorise l’humilité et aide ainsi à réduire l’attachement au faux soi (l'ahaṃkāra ou le jīvātman de l’hindouisme). En plus, elle favorise les contacts entre communauté religieuse et laïcs, qui sont le principal soutien du sangha, et fournit à ces derniers l’occasion d’acquérir des mérites (punya). Enfin, tandis que les laïcs permettent aux membres du sangha de rester en bonne condition physique, ceux-ci offrent aux laïcs des bienfaits spirituels.

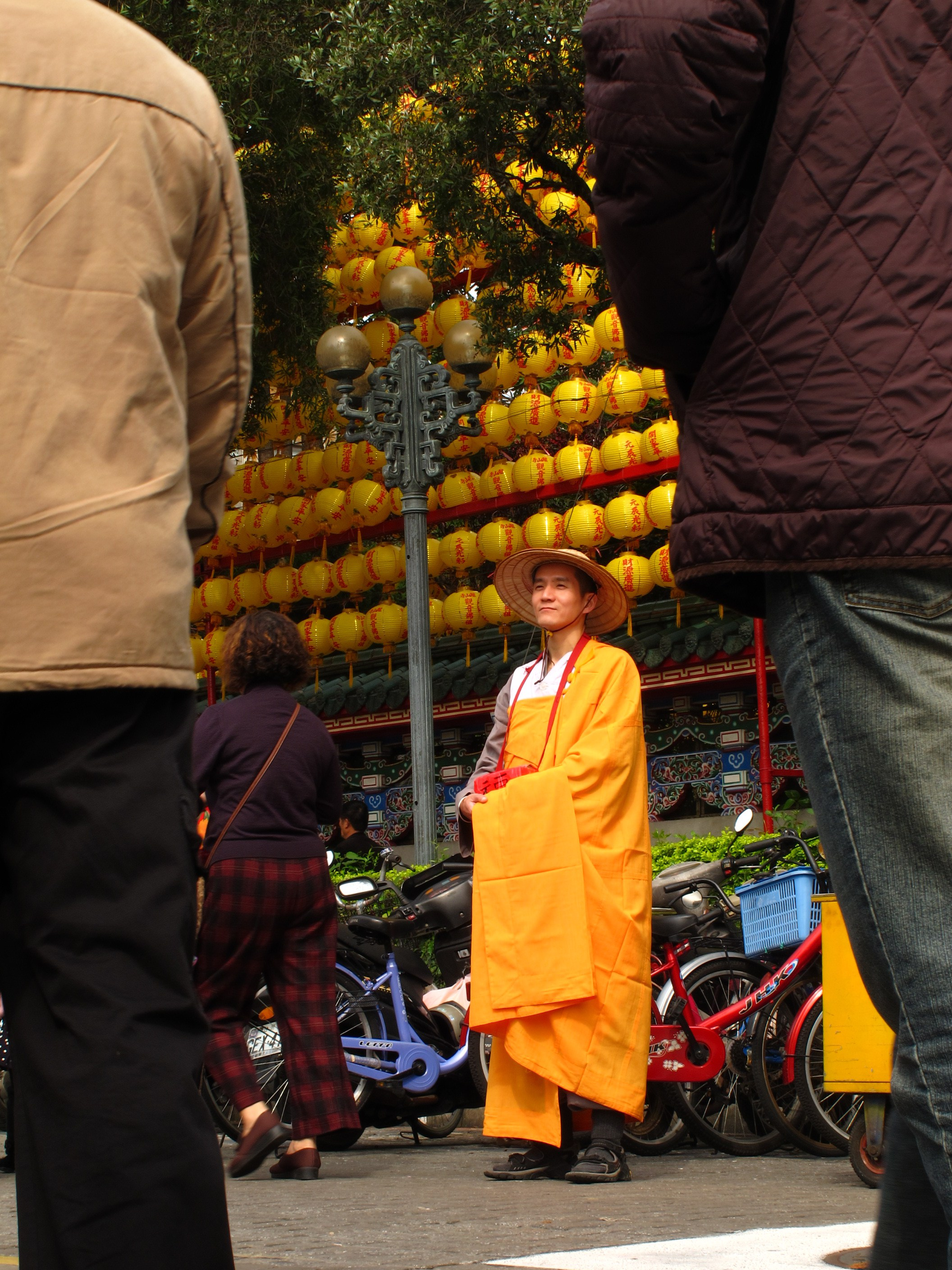
Taiwan. Moine en train de mendier (le bol est remplacé par une boîte rouge qu'il tient dans ses bras). En Asie de l'Est, la mendicité est plus rare et se pratique souvent en solitaire.

Moines et nonnes ne peuvent posséder que très peu de choses. Le Bouddha a précisé que quatre choses sont nécessaires pour vivre. Quatre éléments fondamentaux (Nishraya) leur sont donc autorisés : la nourriture obtenue en mendiant, un vêtement (chivara), un lieu pour passer la nuit (le pied d’un arbre) et de l’urine de vache fermentée à titre de médicament (B 593). À cela viennent s’ajouter une série de huit choses indispensables (mais on trouve aussi des séries de treize, dix-huit et plus encore) : parmi eux, on relèvera un bol (patra) — dans la série des huit — et un bâton (khakkhara) – dans la série des dix-huit.
Les besoins d'un bhiksu et la manière de les satisfaire sont largement traités dans la règle de grands codes monastiques (Vinaya) (A95). Ceux-ci interdisent expressément aux communautés monastiques de posséder des terres (et aussi de les cultiver), de faire des réserves ou encore d’avoir de l’argent. Ils prescrivent au moine qu’il subvienne à ses besoins par la mendicité. Le Vinaya définit même la mendicité comme « la bonne manière de vivre » pour les moines et les nonnes. Dès lors, « tendre le bol » (traduction littérale de pindapâta, le terme sanskrit que l’on traduit par mendicité, est une activité incontournable. Et comme le moine et la nonne sont aussi décrits comme ceux qui mènent une « vie sans maison », ils se voient obligés de demander l’aumône non seulement pour la nourriture, mais pour tout ce dont ils ont besoin.
Les aumônes des laïcs consistent essentiellement en nourriture, mais elles peuvent aussi se présenter sous forme de vêtements, de médicaments et d’autres produits de première nécessité.

#### Rituel

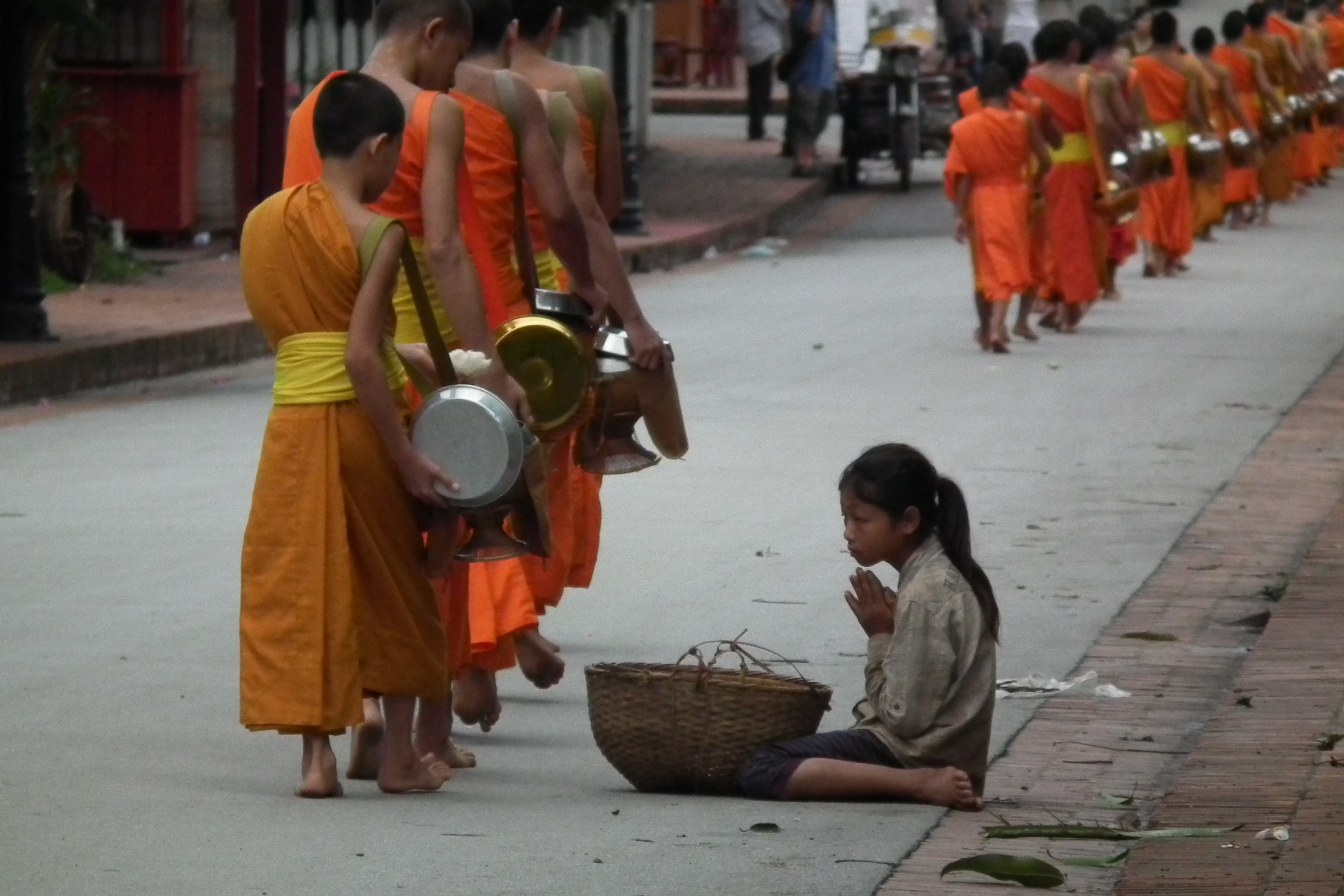
Une enfant salue une file de novices en tournée d'aumônes à Luang Prabang, Laos.

C’est des Vinaya que viennent les principales règles de la mendicité, présentées ci-dessous (qui peuvent varier quelque peu d'un Vinaya à l'autre).

La nourriture est distribuée chaque matin par les laïcs aux moines et aux nonnes lors de leur tournée pour recevoir des aumônes. En général, les moines se rendent en file dans les villes ou villages, le matin. Ils se déplacent avec calme et dignité, silencieux et recueillis, gardant les yeux baissés. Ils mendient en principe de maison en maison. Des femmes, le plus souvent, et quelques hommes sortent et vont à leur rencontre pour déposer dans leur bol la nourriture. Selon le Vinaya pâli, cette nourriture peut se présenter sous cinq formes : riz cuit, farine grillée ou cuite, riz et légumineuses, poisson, viande. Il est interdit de choisir ou de demander quelque chose de particulier. D’autre part, l’aumône se reçoit sans regarder les donateurs ni les remercier puisque, on le verra, donner est une façon pour les laïcs d’acquérir des mérites (punya). Cette nourriture doit être reçue et consommée entre l’aube et le zénith, ce qui veut dire que le moine doit être de retour avant la fin de la matinée, afin de pouvoir manger ce qu’il a reçu, et cela sans trier la nourriture: ainsi currys et desserts se mélangent souvent dans le même bol,,.   

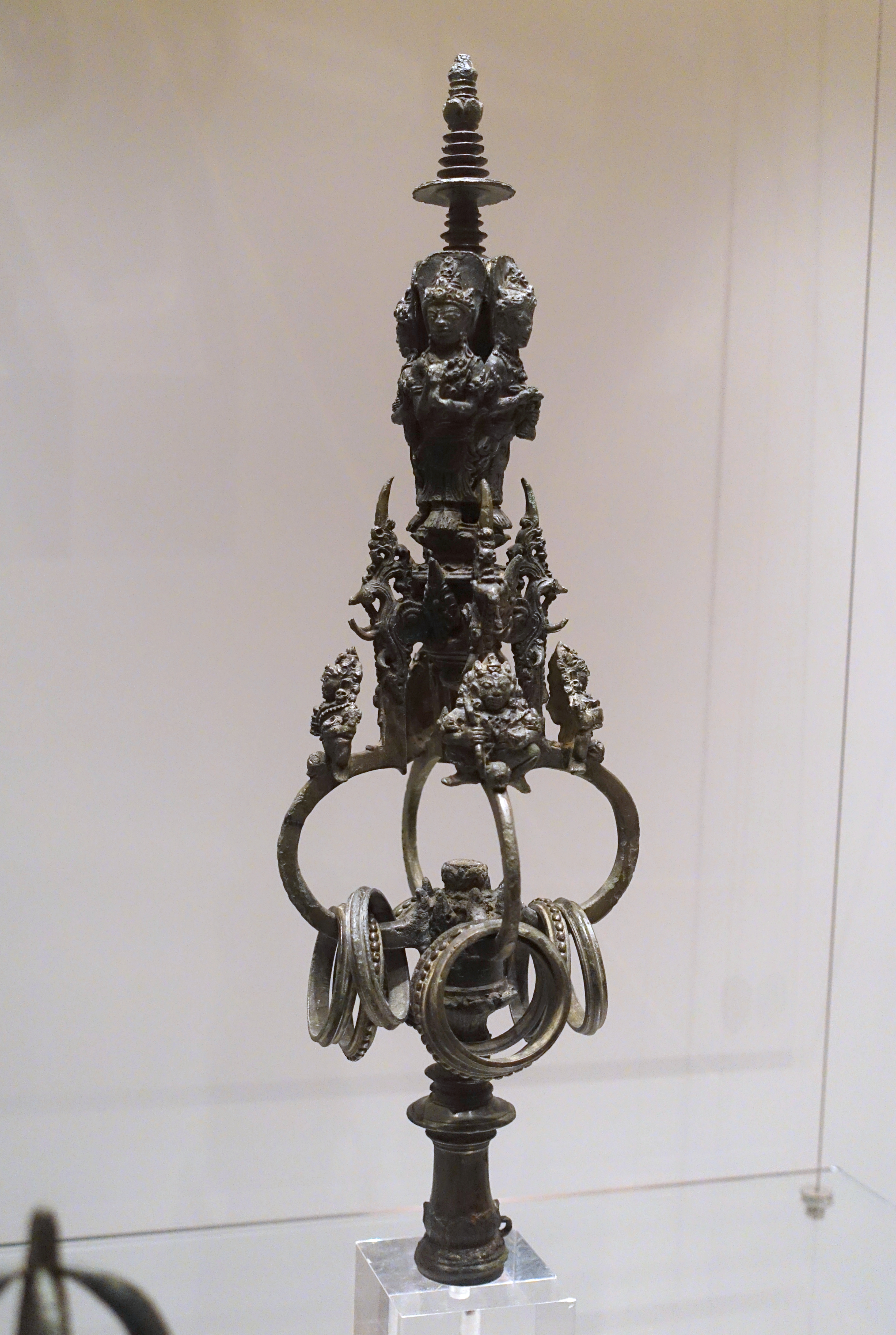
Coiffe d'un khakkhara avec ses anneaux servant de grelots. Bronze, Java oriental,. Musée ethnologique de Berlin.

#### Bol et bâton
En pratique, moines et nonnes se munissent d’un bol à aumônes (patra) et d’un bâton (khakkhara). Celui-ci est en général en bois ou en fer et sert à écarter les bêtes sauvages et autres animaux. De plus, il est surmonté d’une coiffe en cuivre, de part et d'autre de laquelle pendent des anneaux de métal qui se présentent souvent par série de quatre, six ou douze, et qui tintent quand on agite le bâton (le nom sanskrit du bâton est d’ailleurs une onomatopée rappelant ce tintement). Le bâton sert ainsi également à prévenir de l’arrivée de moines en tournée d’aumône. La coiffe peut aussi être ornée de symboles des enseignements et des vertus du Bouddha. Au Japon, le bodhisattva Kshitigarbha (jp. Jizō) est souvent représenté avec un tel bâton.
Quant au bol, il peut être de taille petite, moyenne ou grande. Selon le Vinaya, il peut être en en fer ou en argile ; les matériaux comme l’or, l’argent, le bronze, le verre et le bois sont interdits. Toutefois, dans le zen, aujourd’hui, on utilise le plus souvent des bols en laque noire ou rouge, ce qui est en principe interdit par le Vinaya.

#### Bol du Bouddha...

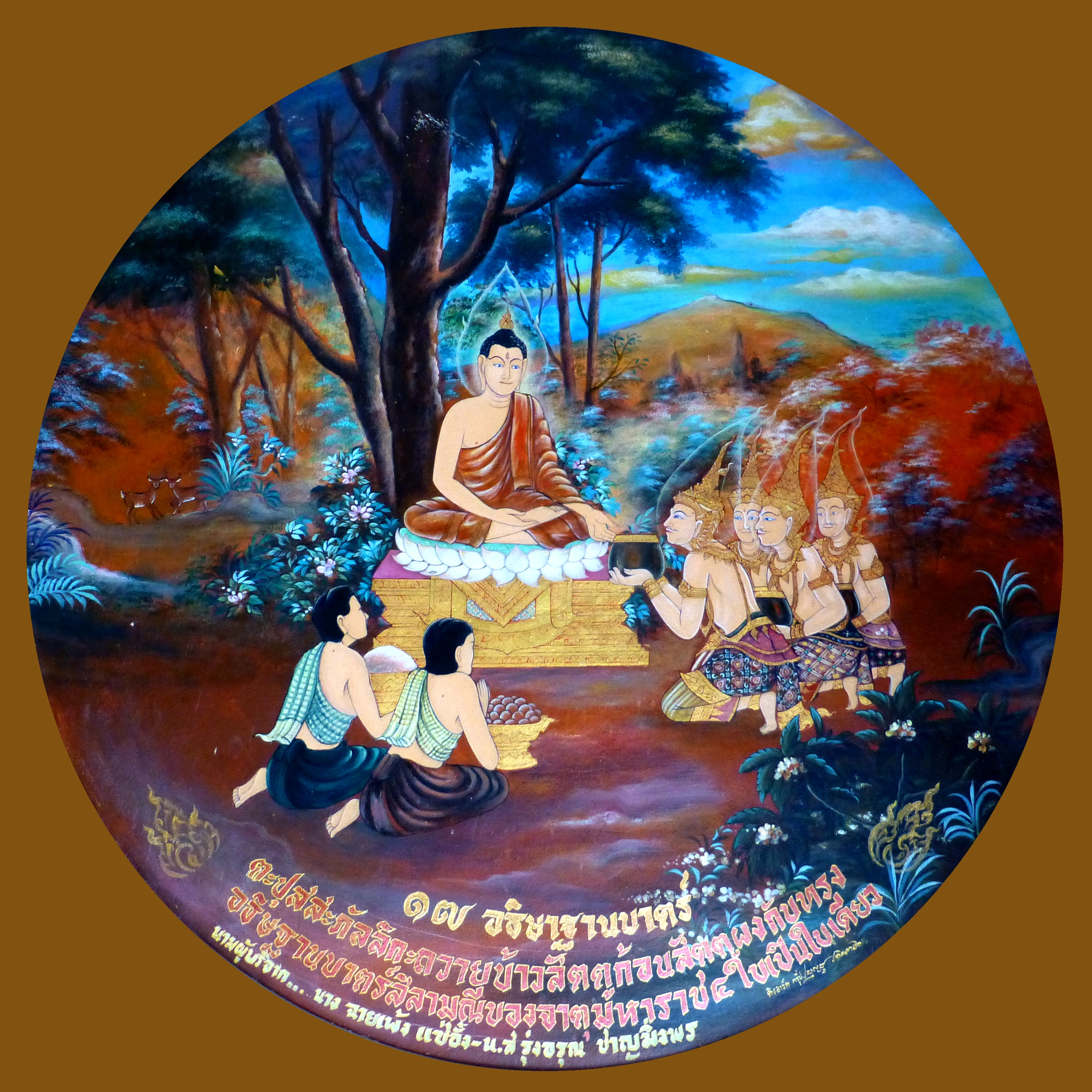
Trapusa et Bhallika (à gauche) offrent au Bouddha sa première nourriture à l'issue de son jeûne de sept semaines. Celui-ci fond en un seul les bols apportés par quatre rois (à droite). Hat Yai.

Si le bol à aumônes est un symbole important dans toutes les traditions bouddhiques, c'est qu'il était le signe de la souveraineté du Bouddha. D’ailleurs, outre les reliques corporelles, les objets matériels utilisés par le Bouddha, dont son bol à aumônes, ont été vénérés comme des reliques et déposés dans des stûpas,. 
L'histoire canonique du bol du Bouddha est rapportée au chapitre 24 du sûtra Lalitâvstara, consacré à l'histoire des frères Trapusa et Bhallika. Ces deux hommes arrivèrent devant le Bouddha à la fin de la septième semaine de jeûne qui suivit son éveil et lui offrirent son premier repas. Alors qu’on pourrait s’attendre que ce soient des dieux qui lui apportent sa première nourriture à ce moment, l'honneur échoit aux deux frères, simples marchands, de surcroît juste de passage dans la région. Toutefois, le Bouddha n'avait alors plus de bol, et il jugeait inconvenant de prendre la nourriture directement dans ses mains. La chose est importante, car le Bouddha est désormais ordonné moine bouddhiste parce qu'il a connu l’illumination. Dès lors, il ne peut recevoir que de la nourriture déposée par un donateur dans un bol à aumône. 
À ce moment arrivent les quatre dieux gardiens des quatre directions (Lolkapala) pour lui fournir un bol. C'est ce bol qui devra désormais servir au Bouddha dans ses tournées de mendicité, et  on peut s'attendre qu’après la mort de ce dernier, il deviendra donc une relique vénérée,. Les dieux lui offrent des bols en or, que le Bouddha refuse car l'or ne convient pas à un moine mendiant. Ils lui proposent alors successivement six autres matières (argent, jade, saphir, etc.) qu'il rejette à chaque fois. Finalement, ils apportent un bol de pierre, suivant en cela la règle monastique, et le Bouddha l'agrée. Mais il juge inutile d’avoir quatre bols. De crainte toutefois de peiner les trois autres dieux s'il n'accepte qu'un bol, il transforme les quatre récipients en un seul, qui garde cependant à son sommet la trace du rebord des trois autres. 

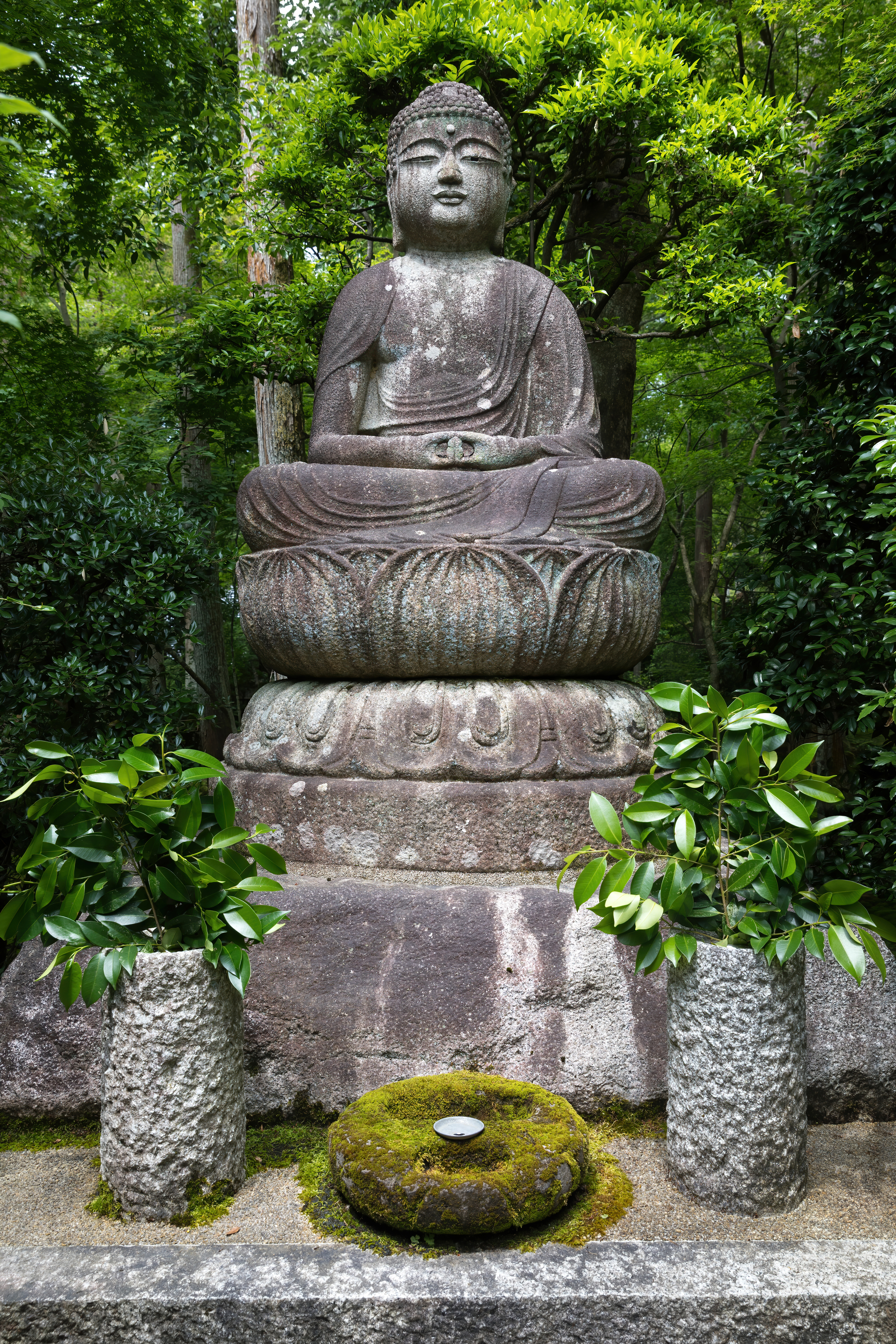
Bouddha assis avec, à ses pieds, un bol à aumônes en pierre couvert de mousse. Temple Ryōan-ji, Kyôto.

Ce bol deviendra donc une relique conservée dans un grand monastère de Peshawar où il était montré aux fidèles deux fois par jour (vraisemblablement sur un trône abrité par un dais), et où le célèbre pèlerin chinois Faxian le vit lorsqu’il passa par cette ville au début du ve siècle; il affirma même que l'on y remarquait les rebords des trois autres bols. On lui rapporta en outre que lorsque le roi Yuezhi qui envahit cette région voulut emporter le bol, huit éléphants ne parvinrent pas à déplacer la précieuse relique. Deux siècles plus tard toutefois, le moine Xuanzang, autre grand pèlerin chinois, trouvera le « monastère du bol » en ruines et le vase disparu,.
Selon l'indianiste Alfred Foucher, cette histoire vise à montrer les premiers hommes qui firent au Bouddha la première aumône de nourriture et qui devinrent ainsi le modèle des fidèles laïques. Mais l’histoire n’est pas terminée : en échange de cette offrande, le Bouddha leur fait don de son enseignement sur l’éveil. Il leur donne en outre des bouts de ses cheveux et de ses ongles, pour lesquels les frères érigèrent deux stupas. Le bouddhologue John Strong relève que cet épisode est donc à la source de plusieurs « premières » dans l'histoire du bouddhisme, puisque l'on y trouve « les premiers disciples laïcs du Bouddha à prendre refuge en lui et en ses enseignements ; la première offrande de nourriture méritoire au Bouddha après son illumination ; le premier bol de moine bouddhiste ; les premières paroles de dharma prononcées par le Bienheureux ; les premières reliques de Gautama après qu'il eut atteint l'état de Bouddha ; et le premier stupa du Bouddha (...). »

#### ...et bol des maîtres
Plus tard, on rencontre un phénomène identique avec anciens maîtres dont les bols sont aussi parfois devenus des reliques. Enfin, dans certaines traditions, et tout particulièrement dans le chan et le zen, le maître remet son bol (avec son kesa) au disciple, signes de transmission de la lignée, et plus fondamentalement de la transmission de la Voie du Bouddha. 
Les images dans la galerie ci-dessous montrent également que, à côté des bols employés au quotidien, on en trouve qui pouvaient aussi être de véritables objets d'art destinés à des cérémonies pour des divinités,, ce qui fait écho à la remarque de Foucher, ci-dessus, sur la présentation du bol du Bouddha à Peshawar.

Bols à aumônes
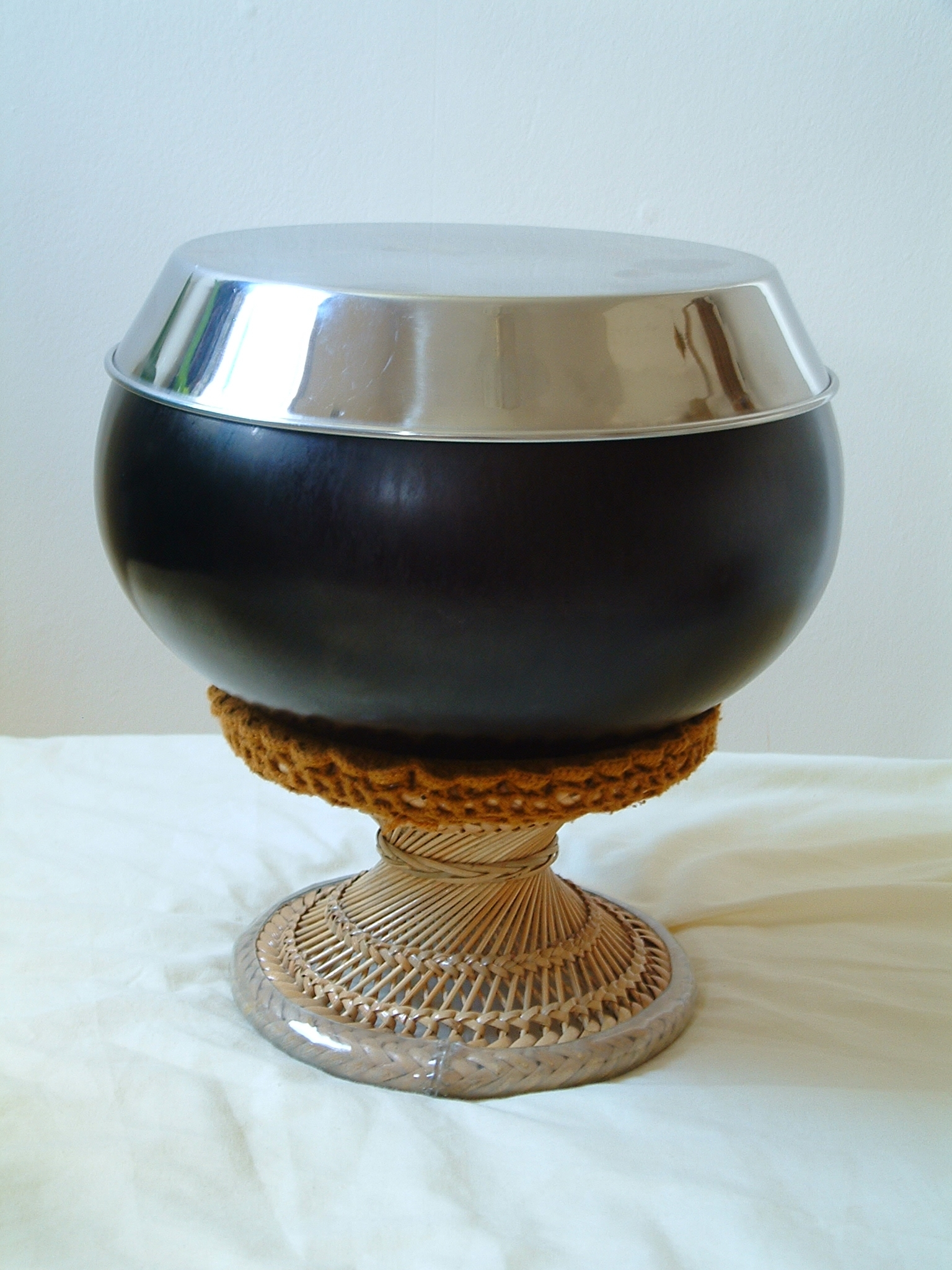
Un bol contemporain (Thaïlande).
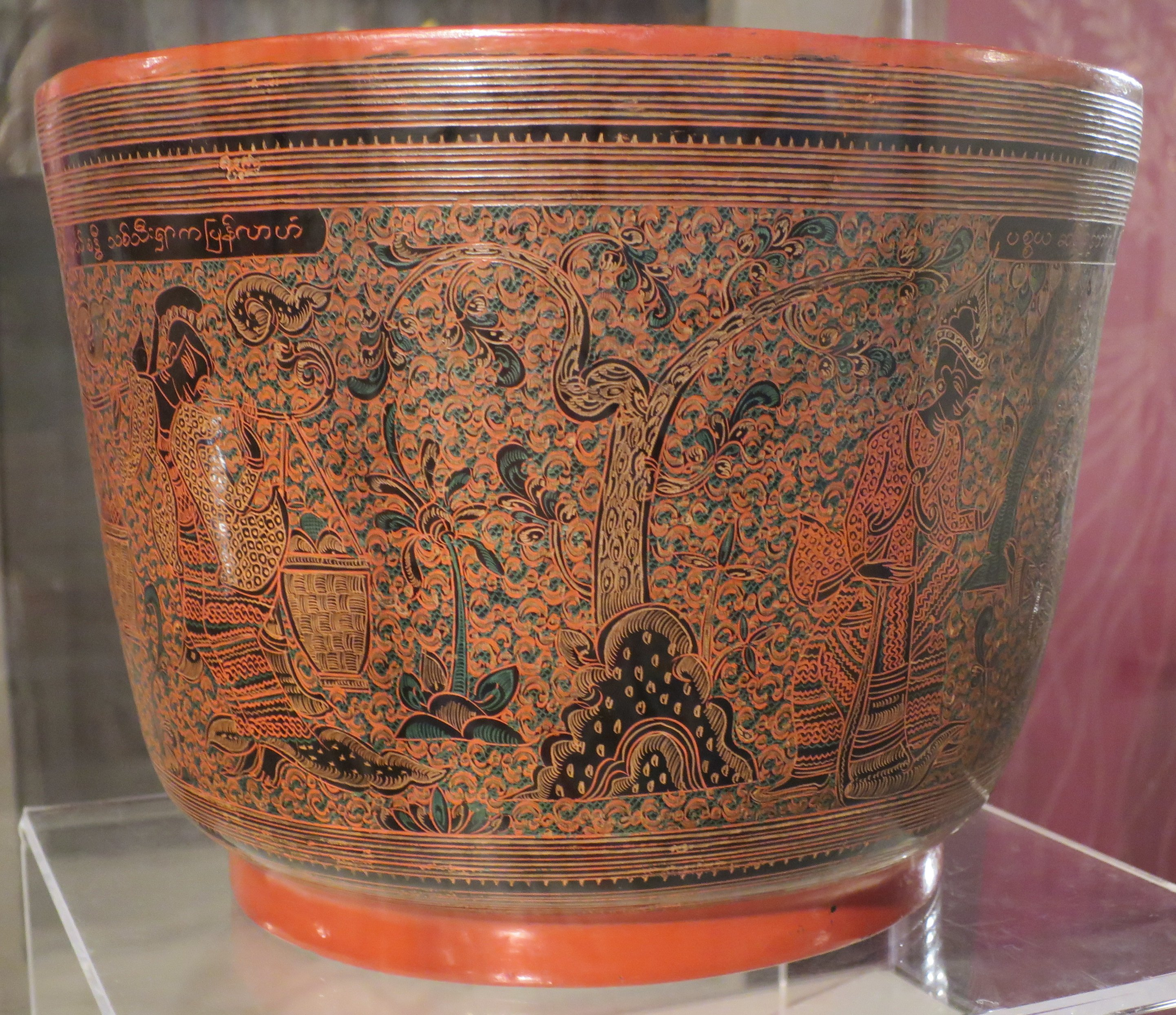
Bol birman richement décoré, présentant un arbre de vie. Sans date.
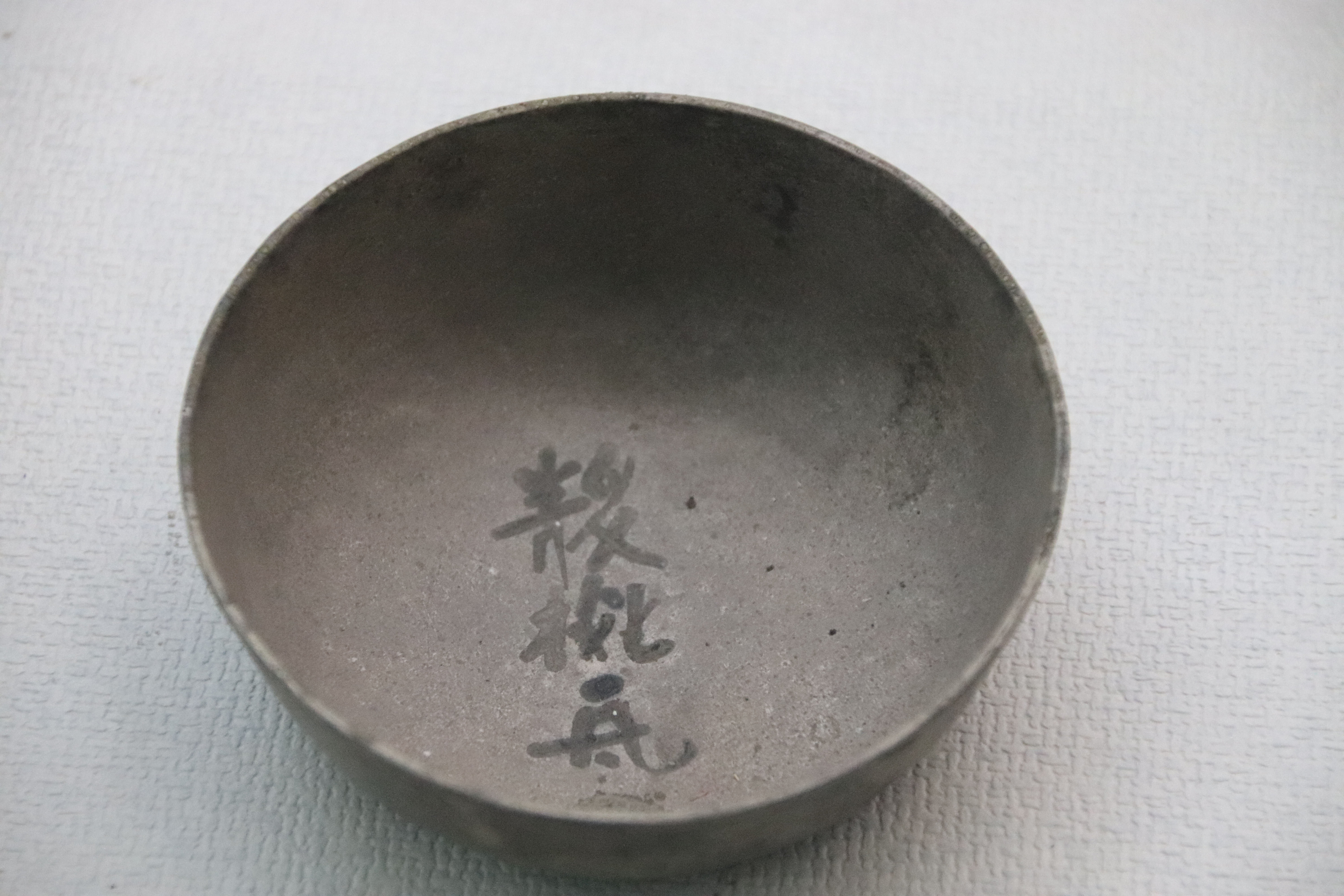
Bol chinois en argent. Xixia Royal Mausoleum Museum, Yinchuan. Sans date.
Bol en bronze doré, richement décoré. Japon, période Heian, vers 900. Cleveland Museum of Art.
Bol coréen avec motif céleste (soleil, lune et Grande Ourse). Corée, vers 900. Cleveland Museum of Art.

### Mendicité et rapports entre moines et laïcs

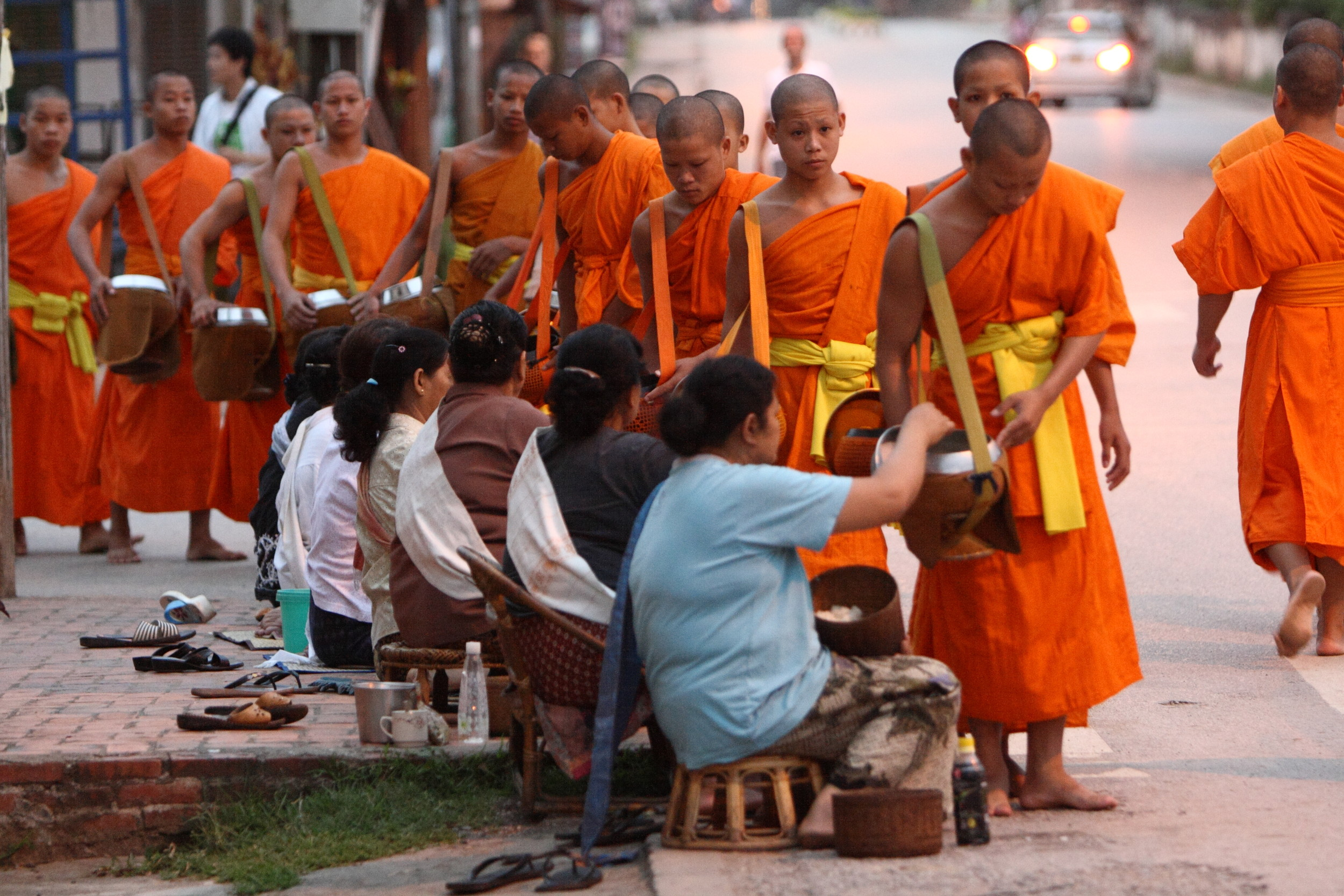
Jeunes moines théravada recevant l'aumône à l'aube (sous forme de riz gluant), à Luang Prabang, Laos.

Le don (dâna) est la première vertu bouddhiste (paramita) et elle est un facteur essentiel du progrès spirituel et moral. Cette générosité du don s’exerce en premier lieu envers le Sangha, et elle est étroitement liée à un autre concept très important : celui de mérite (punya). Les mérites s’acquièrent par des actions vertueuses qui porteront leurs fruits sous forme de bonheur dans une vie ultérieure. Par ailleurs, les mérites acquis peuvent s’accumuler au cours de nombreuses vies, permettant des renaissances heureuses et l’atteinte de la bouddhéité. Or le don est le premier moyen (à côté de la moralité (sîla) et de la méditation (bhâvana)) d’accumuler ces mérites, tout particulièrement en se montrant généreux et charitable envers le sangha, et cela en fait une pratique centrale bouddhisme.
Il y a donc une réciprocité qui s’installe entre donataires et donateurs. Les premiers ont besoin pour vivre du don et des offrandes qu’ils reçoivent en pratiquant la mendicité. Les seconds ont besoin du sangha pour acquérir des mérites. Mais ce don ne va pas sans contre-don : le sangha offre en effet aux laïcs quelque chose de bien plus élevé : le don du Dharma qui, selon le Bouddha, « surpasse tous les dons »,. Ainsi, on peut aussi considérer que faire l'aumône est une manière, pour les donateurs, de remercier les religieux de consacrer leur vie à pratiquer et enseigner le dharma.
Cette réciprocité est un aspect essentiel de la relation entre le sangha et la communauté des laïcs, car les uns et les autres y trouvent une des principales occasions de contact et d’interaction. Le sangha devient « un champ de mérites »  très fertile sur lequel les dons semés poussent avec vigueur. C’est là une des principales occasions de contact et d’interaction entre moines et laïcs.
En ce sens, une des peines les plus sévères que les moines puissent infliger à des laïcs consiste à refuser leurs offrandes, un geste appelé patranikubjana, c’est-à-dire « retourner son bol » (au lieu de le tendre vers les donateurs). Cela peut se produire si un laïc s’en prend à des moines ou des nonnes, les malmène un moine ou les critique. Si les laïcs font amende honorable, le sangha met un terme à cette mise à l’écart, en « remettant le bol à l’endroit ».

## Évolution de la pratique de la mendicité en bouddhisme
La pratique de la mendicité a passablement évolué, à la fois dans le temps et dans l’espace.

### Inde et Asie du Sud-Est: le théravada

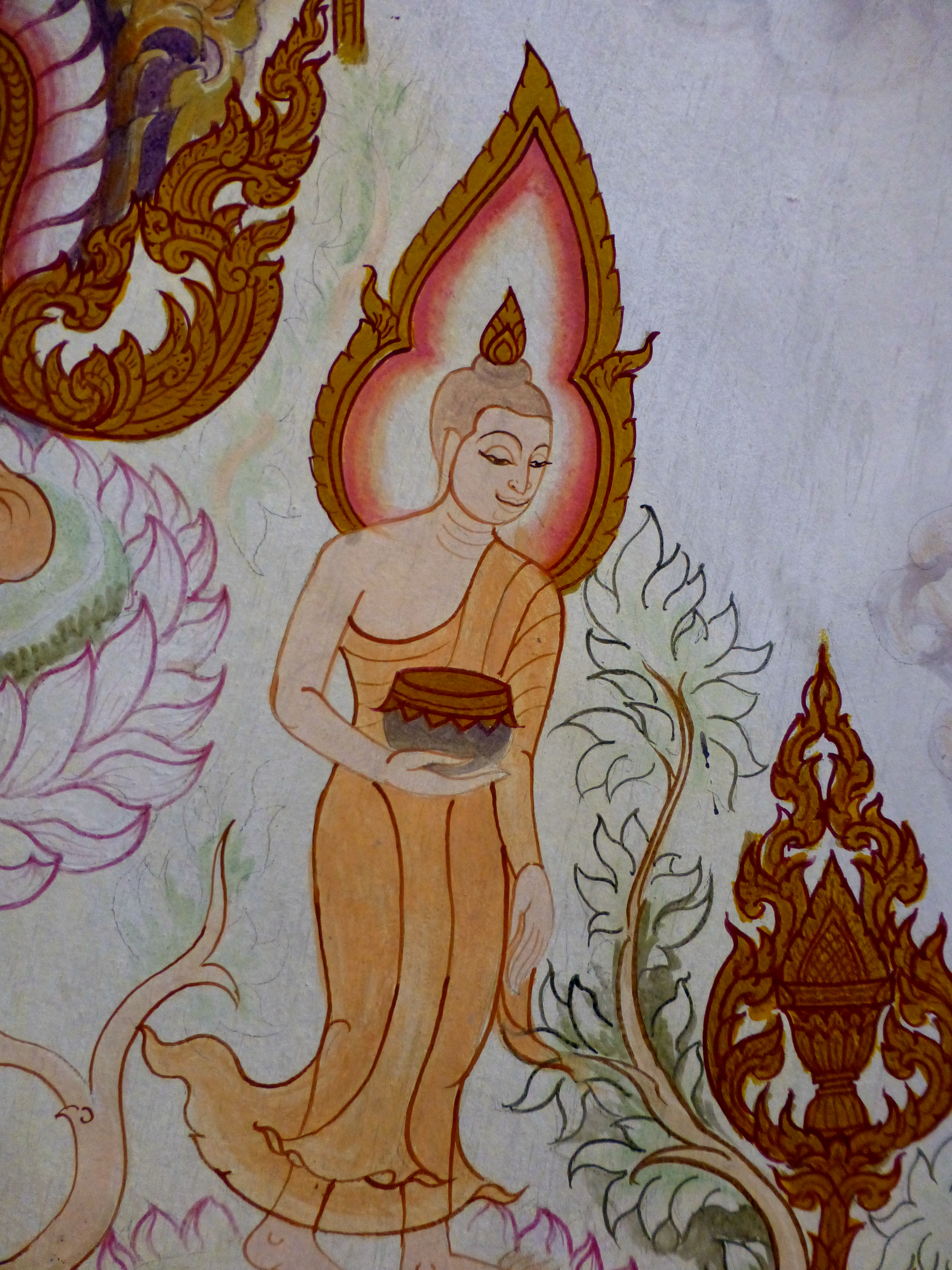
Bouddha portant un bol à aumônes. Wat Pangla, Province de Songkhla, Thaïlande.

La mendicité est une pratique fondamentale du bouddhisme monastique qui trouve son origine dans l'Inde ancienne : Siddhartha Gautama lui-même mendiait, mais il n’était pas le seul à le faire. Des groupes issus de différents courants religieux, parmi lesquels ceux qui se rattachaient au Bouddha, trouvaient leur subsistance en mendiant auprès des laïcs. C’est le cas en particulier des shramaṇes hindous ou jaïns ainsi que des sannyasin,. 
Elle est devenue une pratique de base du bouddhisme : les premières règles monastiques exigent des moines et des nonnes qu’ils vivent dans la forêt, sans autre abri que la cime d’un arbre. Pour le Vinaya, résider dans un lieu abrité (maison, temple, monastère, maison) est un luxe dangereux. D’autre part, il était interdit de creuser et travailler la terre ainsi que de posséder or ou argent : il s’agissait d’empêcher les moines de devenir auto-suffisants et de se couper ainsi des laïcs. Cette règle concernant l’argent était si claire que la proposition de la contourner, émise lors du deuxième concile de Vaisali, une centaine d’années après la mort du Bouddha, entraîna une scission importante dans la communauté. Ce sont là toutes choses qui rendaient la mendicité indispensable.
Aujourd'hui, même si les communautés bouddhistes continuent à dépendre des dons des laïcs, on peut cependant dire que la mendicité reste une activité monastique seulement dans quelques parties du monde bouddhiste. C'est surtout en Asie du Sud-Est, dans les pays où le bouddhisme théravada s'est développé, que cet usage s'est maintenu jusqu'à nos jours: Cambodge, Laos, Myanmar (Birmanie), Thaïlande, Viêt Nam, ainsi qu'au Sri Lanka,. Cela s'explique en partie par le fait que les monastères y sont souvent de taille réduite, si bien que la mendicité reste indispensable à la vie du sangha.

### Asie de l’Est: le mahâyâna
Toutefois, avec l'expansion de la communauté monastique, les règles s’assouplirent peu à peu et la vie monastique se développa. Cela survint en tôt dans l'histoire du bouddhisme, entre autres raisons parce qu'il était difficile, voire impossible, pour de grands groupes de moines de trouver de la nourriture en suffisance en mendiant. D'autre part, les donations de terres augmentèrent, temples et monastères se transformèrent en propriétaires terriens, mettant en place des systèmes de fermage conséquents,. Et de fait, en Asie de l’Est — où domine le bouddhisme du courant mahâyâna — la mendicité n’est pas pratiquée partout comme un élément de base de la vie monastique régulière. Et quand on la trouve, ce n'est pas en suivant les règles traditionnelles du Vinaya de tournée quotidienne pour quêter des aumônes.

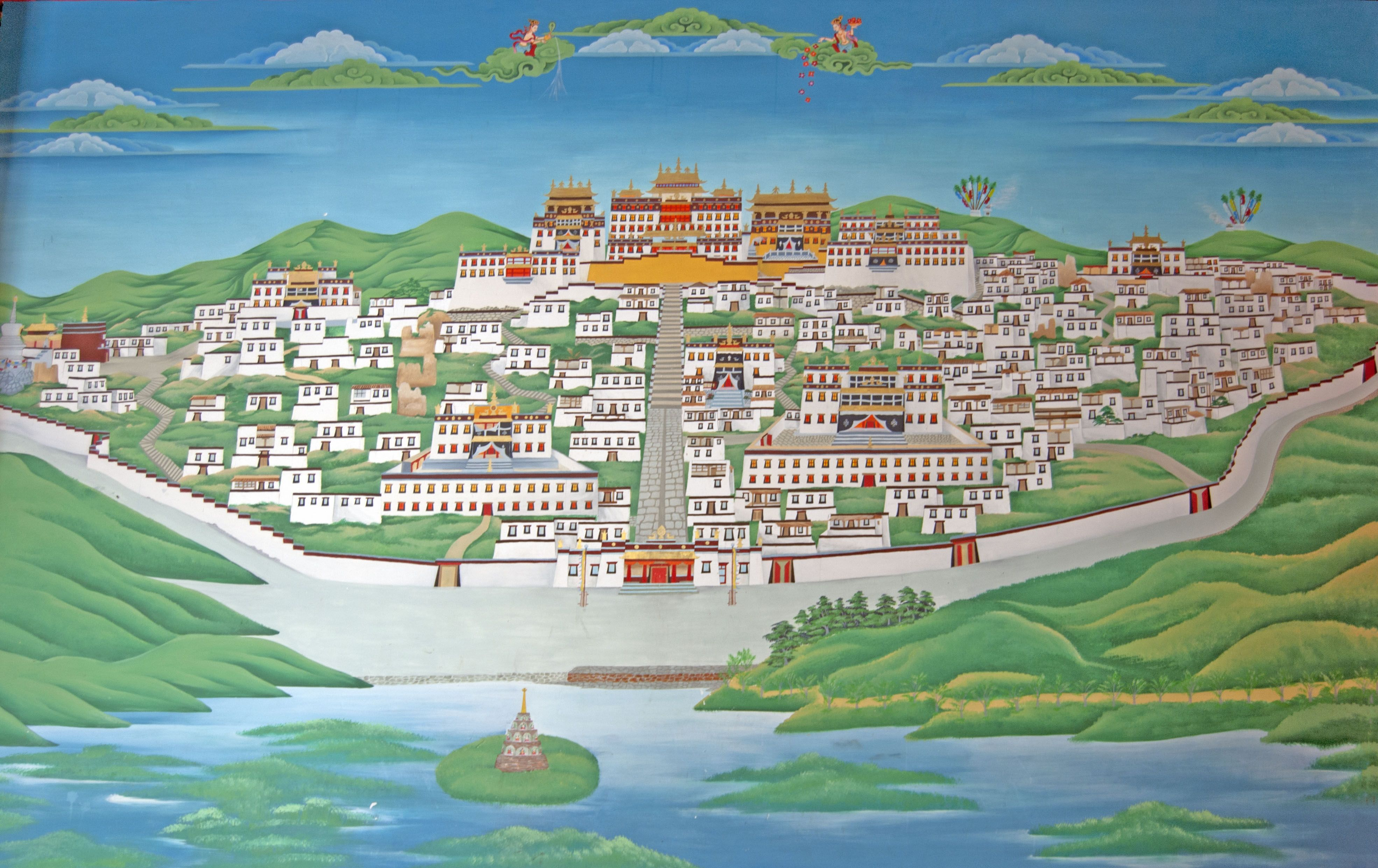
Peinture du Monastère Ganden Sumtseling. Yunnan, Chine. Les monastères se développèrent grandement, rendant caduque la pratique de la mendicité.

Ainsi, les monastères grandirent jusqu’à accueillir plusieurs milliers de moines, comme cela avait été le cas à Nalanda. En outre, progressivement ces monastères acquirent des terres. Ainsi, aux xie et xiie siècles, les grands monastères du Sri-Lanka possédaient de vastes domaines, qui intégraient des systèmes étendus d’irrigation ainsi que des villages dont la population devait en partie travailler pour leurs propriétaires.
Au xviie siècle, les monastères de Séra, Drépoung, Ganden, au Tibet, pouvaient recevoir 7000 à 8000 moines. Ces communautés vivaient rarement d’aumônes, sauf à l’occasion de pèlerinages entrepris pas les moines.
La même tendance se retrouve au Japon et Chine, et d’une manière générale en Asie de l’est. De par leur taille, la population de laïcs ne suffisait plus à ravitailler ces établissements qui commencèrent à dépendre de dons officiels (rois, empereurs, princes). Mais puisque les aumônes d’aliments cuits étaient inutiles, la règle défendant de recevoir de l’or et l’argent tendit à s’assouplir. On se mit à accepter les dons en espèces, ce qui posa l’épineuse question de la gestion de cet argent, car l’interdiction pour un moine ou une nonne de toucher (physiquement) ou de gérer de l’argent restait intacte. Là encore, il fallut recourir aux laïcs pour administrer la fortune acquise.

#### Chine

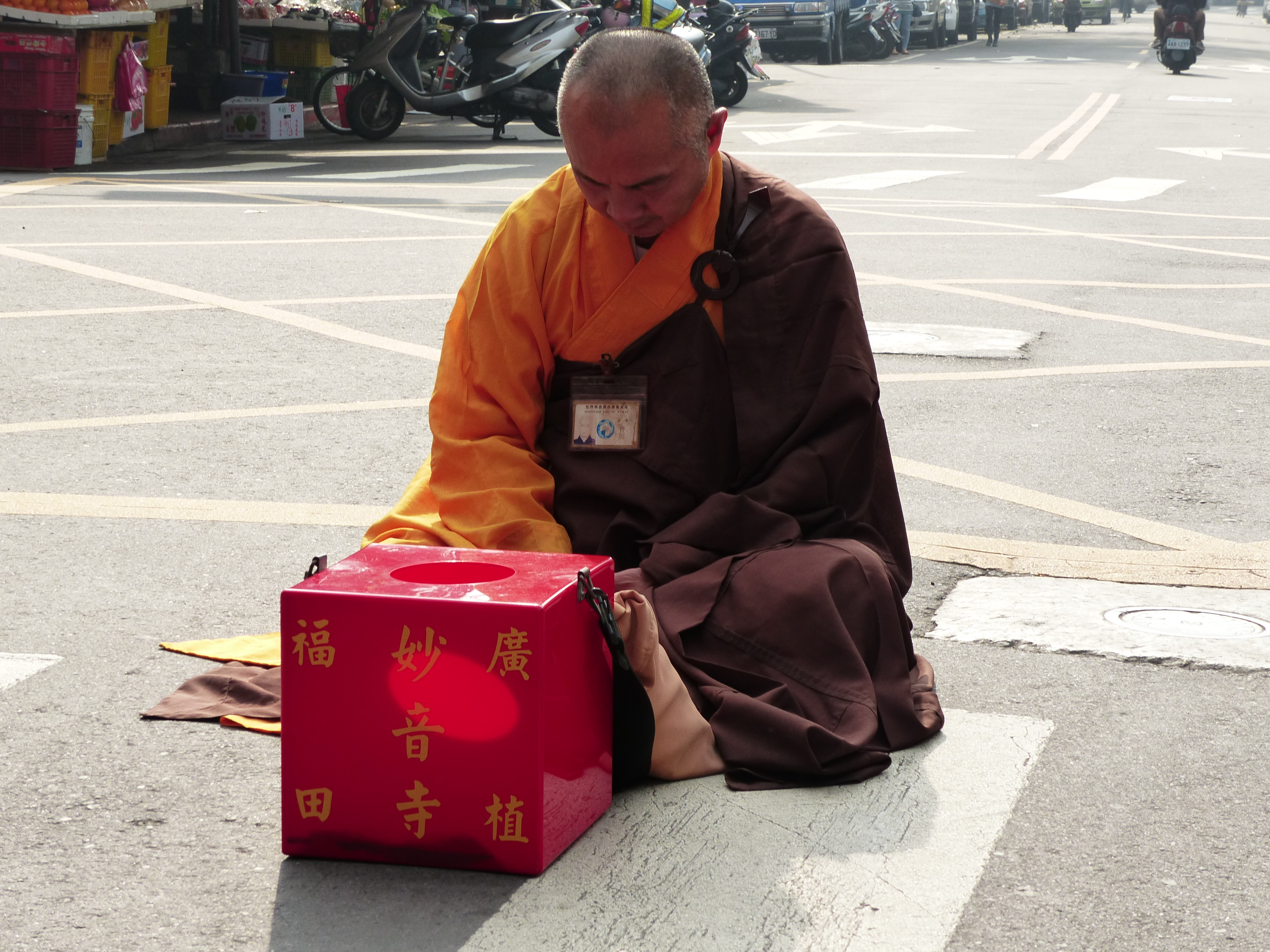
Moine mendiant seul à Taipei, Taïwan.

D’autre part, en Chine, on note aussi le développement d’une tradition d’auto-suffisance. Le maître chan Baizhang Huaihai (en) (viiie siècle) joua un rôle important dans cette évolution. Son code de vinaya, le Baizhang chinggui (« les règles pures de Baizhang »), devint très important et prit le dessus sur les codes traditionnels de Vinaya. Dans l’emploi du temps des moines dans les monastères, ce code assigne une place considérable au travail manuel et agricole – qui était donc en principe interdit par le Vinaya classique. Une de phrases les plus connues de Baizhang est « qui ne travaille pas ne mange pas » (ou « un jour sans travail, un jour sans manger ». Cette promotion de l’autarcie des monastères visait à détourner les critiques des confucéens qui voyaient précisément dans les moines des parasites de la société,.

#### Japon

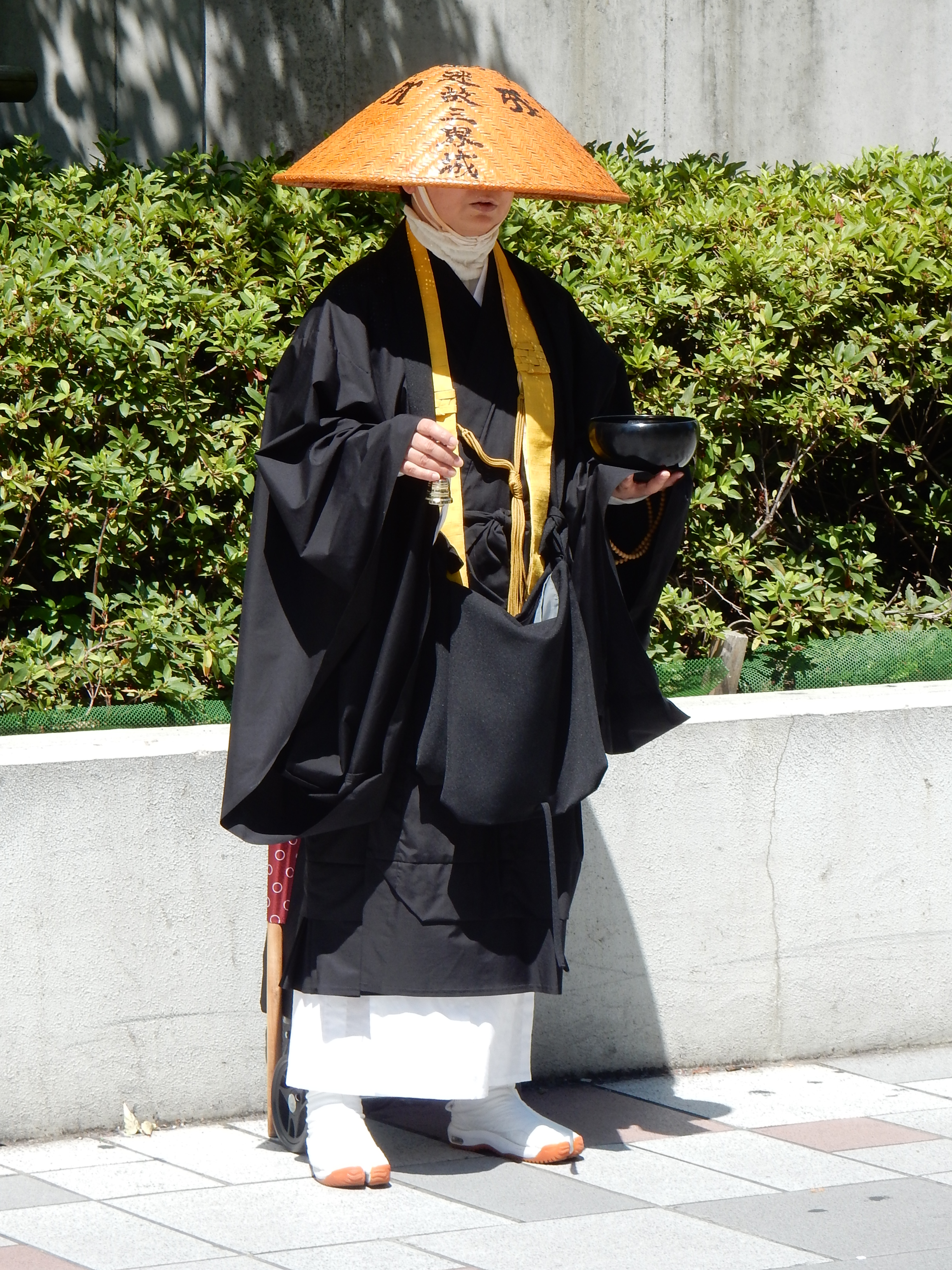
Moine zen mendiant devant la gare de Nagoya.

Au Japon aussi, la mendicité a disparu. Elle reste cependant en vigueur à titre de formation des futurs moines et nonnes zen, et elle est alors connue sous le nom de Takuhatsu (japonais: 托鉢), littéralement «tendre le bol [pour mendier] »,. Dans leur cas, ils portent aujourd'hui des vêtements traditionnels remontant au Moyen Âge, portant un bâton et une clochette pour avertir les gens de leur présence. Ils arborent un insigne indiquant leurs noms bouddhiques et ceux de leurs monastères. Le plus souvent, ils se déplacent en petits groupes de dix à quinze, parcourant les rues en file indienne et tendant leurs bols aux fidèles; il arrive aussi qu'ils signalent leur présence en criant le mot Hō (« Dharma »), ou encore qu'ils récitent des soutra pour le bien des donateurs, lesquels leur offrent en général du riz non cuit ou de l'argent,,. On rencontre aussi des moines solitaires. Ils sont souvent à proximité d'un temple ou d'un lieu de passage (parc, gare...) pour recevoir les offrandes.

#### Activités commerciales
Les grands monastères ont également eu des activités commerciales. Ainsi, au Sri Lanka (d'obédience théravada), les bénéfices provenant de l’agriculture étaient réinvestis dans des corporations de marchands. Dans la Chine des Tang (618-907), ils faisaient aussi office de prêteurs sur gage, prêtaient céréales et tissus, exploitaient des moulins et organisaient des foires commerciales. Au Japon, les grands monastères rinzai possédaient des flottes marchandes. Au Tibet, les monastères jouèrent un rôle essentiel dans le développement économique, pratiquant le prêt à intérêt (et justifiant cette pratique par le fait c’était pour le bien du sangha et du Dharma), développant des réseaux commerciaux, et se faisant les intermédiaires les pasteurs et les nomades, deux éléments de base de la société tibétaine. 

### Hors de l'Asie

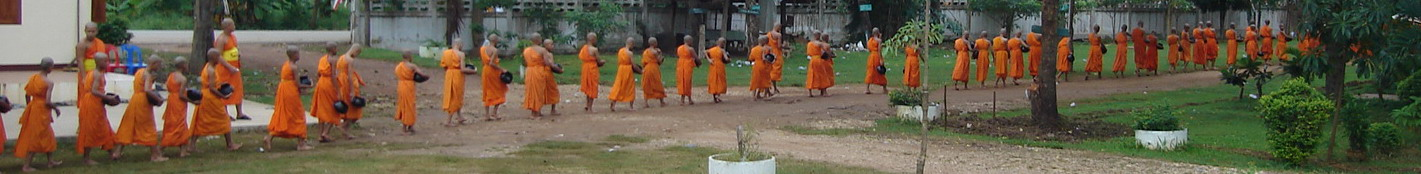
Files de moines en tournée d'aumônes. Uttaradit, Thaïlande.

La mendicité est parfois pratiquée par des communautés bouddhiques en Europe, en Amérique ou encore en Australie, mais cela reste des exceptions[réf. souhaitée]. On relèvera ainsi qu'en 2017, sur les onze villages des Pruniers fondés par Thich Nhat Hanh dans le monde, seul celui qui se trouve en Thaïlande pratique régulièrement la mendicité.

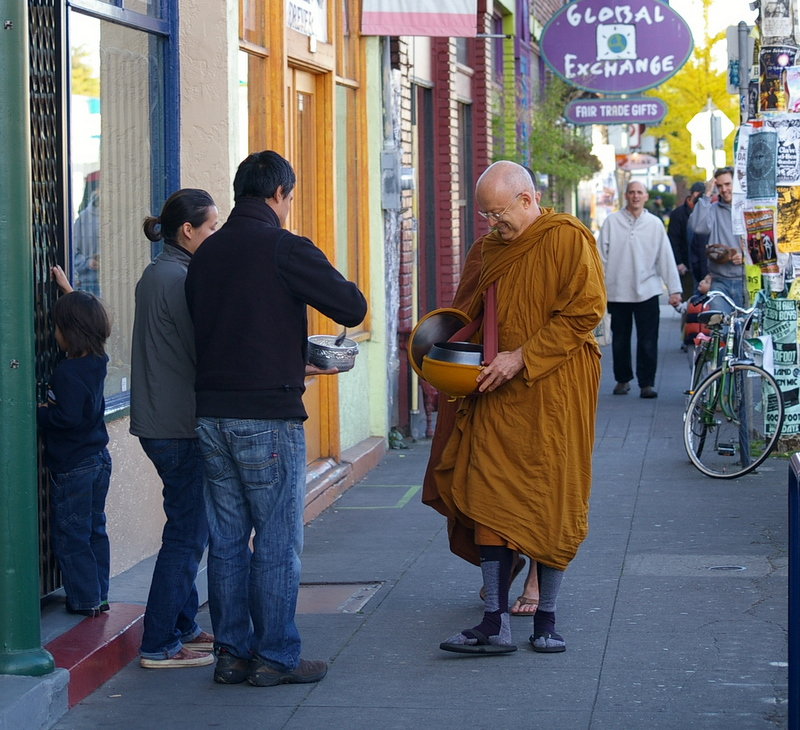
Moine de la forêt mendiant à Portland en 2008.